# Disepalum longipes
Disepalum longipes är en kirimojaväxtart som beskrevs av George King. Disepalum longipes ingår i släktet Disepalum och familjen kirimojaväxter. Inga underarter finns listade i Catalogue of Life.